# Stühlingen
Stühlingen là một thị trấn thuộc huyện Waldshut, bang Baden-Württemberg, Đức. Nơi đây nằm ở biên giới với Thụy Sĩ, có cửa khẩu đến làng Oberwiesen ở Schleitheim, cách Schaffhausen 15☃☃km về phía tây bắc